# Theobroma hylaeum
Theobroma hylaeum är en malvaväxtart som beskrevs av José Cuatrecasas. Theobroma hylaeum ingår i släktet Theobroma och familjen malvaväxter. Inga underarter finns listade i Catalogue of Life.